# Oolite (jeu vidéo)
 (octobre 2019).
Si vous disposez d'ouvrages ou d'articles de référence ou si vous connaissez des sites web de qualité traitant du thème abordé ici, merci de compléter l'article en donnant les références utiles à sa vérifiabilité et en les liant à la section « Notes et références ».
Oolite est une réécriture sous licence libre du jeu vidéo de commerce et de combat spatial Elite. Le jeu tire son nom de l'orientation objet de son code source, rédigé essentiellement en Objective-C.
Oolite cherche autant que possible à rester fidèle au jeu original et comporte d'ailleurs un mode « strict » répliquant exactement les réglages du clavier, ne permettant pas, notamment, de manœuvrer en lacet. Oolite améliore toutefois les graphismes du jeu originel en fil de fer, mais offre également la possibilité de les émuler.